# Gryllotalpa rufescens
Gryllotalpa rufescens är en insektsart som beskrevs av Lucien Chopard 1948. Gryllotalpa rufescens ingår i släktet Gryllotalpa och familjen mullvadssyrsor. Inga underarter finns listade i Catalogue of Life.